# Personaggi di South Park
Questa pagina contiene un elenco di tutti i personaggi di South Park, serie televisiva satirica statunitense a cartoni animati.

## Personaggi principali

### Stanley "Stan" Marsh
Stanley Randall William Marsh, detto "Stan", è uno dei quattro personaggi principali della serie. Indossa quasi sempre un cappotto marrone, sciarpa e guanti rossi e un berretto blu con bordo e pompon rosso. Soffre di asma ed è ambidestro. Ha un carattere onesto, sensibile e bene intenzionato, al punto che è quasi sempre il più normale dei quattro. È doppiato in originale da Trey Parker e in italiano da Davide Albano dal 2005.

### Eric Cartman
Eric Theodore Cartman, spesso chiamato semplicemente Cartman è uno dei quattro personaggi principali della serie. Indossa quasi sempre un cappotto rosso, guanti neri e un berretto azzurro con risvolto e pompon gialli. Viene spesso preso in giro per la sua obesità ma al tempo stesso è il più scurrile dei quattro, poiché con il suo carattere egocentrico, cinico, narcisista, razzista ecc. finisce per incarnare il lato più malvagio di qualsiasi persona. È doppiato in originale da Trey Parker e in italiano da Francesca Vettori dal 2005.

### Kyle Broflovski
Kyle Matthew Broflovski è, assieme a Stan, il leader dei quattro protagonisti, nonché il più intelligente e compassionevole, e soffre di diabete. Indossa un cappotto arancione, sciarpa, guanti e colbacco verdi. Figlio unico di una famiglia ebrea ortodossa, ha un fratellino adottivo di origini canadesi, Ike, e al contrario dei propri parenti segue la fede in maniera contorta e non ha il senso del ritmo. Va comunque fiero della credenza e per questo nutre un forte odio reciproco verso Cartman; quest'ultimo tende a insultarlo con stereotipi antisemiti. È doppiato in originale da Matt Stone e in italiano da Lucia Valenti dal 2005.

### Kenneth "Kenny" McCormick
Kenneth James McCormick, detto "Kenny", è uno dei quattro personaggi principali della serie. Indossa quasi sempre un parka arancione e tiene quasi sempre il cappuccio, tanto che oltre a non rendere completamente visibile la sua faccia rende le sue parole non immediatamente comprensibili. In poche occasioni è visibile senza cappuccio, seppur solo al termine del lungometraggio, dove si scopre avere una capigliatura bionda. La sua famiglia è caucasica ed è la più povera della città, dettaglio che gli viene ricordato di frequente, ed è il più preparato di tutti su argomenti come il sesso. Caratteristica di Kenny è che viene ucciso in migliaia modi in quasi tutti gli episodi delle prime cinque stagioni, ma riappare nel successivo come se non fosse accaduto nulla; in effetti, nella quattordicesima stagione viene confermato essere immortale a causa della frequentazione dei genitori del culto di Cthulhu, il malvagio semidio creato dallo scrittore H.P. Lovecraft. È doppiato in originale da Matt Stone (incappucciato) e Eric Stough (senza cappuccio), mentre in italiano da Osmar Santucho dal 2013.

## Studenti della scuola elementare

### Bebe Stevens
Bebe Stevens è la migliore amica di Wendy Testaburger. Nell'episodio 02x12, C'era una casetta piccolina, Kyle è il primo ad accorgersi dell'ingresso di Bebe nella pubertà e per questo lei si impegnerà a creare una relazione anche se lui sembra non accorgersene; così Bebe e Wendy costringono i rispettivi ragazzi Kyle e Stan a costruire un clubhouse per giocare a "obbligo o verità"; dopo vari tentativi falliti tuttavia Bebe molla il colpo e inizia una piccola storia con Clyde Donovan nello stesso episodio. Bebe è stata poi protagonista dell'episodio 06x10, Le bocce di Bebe distruggono la società, quando le crescono i seni; oltre che scatenare l'ira dell'amica Wendy, la porta ad avere un eccesso di attenzione tale da chiedere una riduzione del seno al chirurgo, intervento che però non verrà mai fatto. Bebe decide così di coprirsi il petto con una scatola di cartone, in modo che i maschi non possano più vedere i seni e provare interesse per lei; nel frattempo, l'amica invidiosa Wendy ottiene un intervento chirurgico per aumentare il proprio seno a dismisura e ricevere le stesse attenzioni di Bebe, ma quando arriva in classe, i ragazzi hanno ormai perso interesse per le ragazze ed insultano la compagna dandole della "puttana". Dall'episodio successivo, tuttavia, Bebe tornerà ad essere una semplice bimba di 9 anni, così come Wendy. Nell'episodio 09x10, Segui quell'uovo!, forma una "famiglia" con Stan, a cui è abbinata nella cura di un uovo, ma anche questa storia si esaurisce in una bolla di sapone, a causa di Stan che si rifiuta di partecipare al progetto, geloso della coppia Kyle-Wendy.

### Leopold "Butters" Stotch
Leopold Stotch detto Butters è un personaggio liberamente ispirato a Eric Stough, produttore e talvolta regista della serie. Nella quinta e sesta stagione, dopo la morte apparentemente definitiva di Kenny McCormick, diventa uno dei quattro protagonisti della serie, ma anche dopo il ritorno di Kenny continua a rivestire un ruolo importante negli episodi, spesso nelle vesti di spalla o vittima di Eric Cartman. Originariamente era chiamato Poof Poof o Swanson. Il suo nome è un gioco di parole col vocabolo "butterscotch", che significa caramella di zucchero dura. Butters è il più innocente e il più credulone tra i personaggi della serie; a differenza dei quattro personaggi principali e di gran parte degli abitanti di South Park, infatti, impreca raramente e lo fa soltanto con eufemismi come "Oh, madonnina!". È figlio unico e i suoi genitori, Stephen e Linda Stotch, sono estremamente autoritari nei suoi confronti, obbligandolo a vivere secondo regole estremamente rigide e ridicole, punendolo alla minima mancanza e spesso anche senza valido motivo, nonostante Butters sia un ottimo scolaro ed un figlio ubbidiente. Appare sin dal primo episodio della serie come personaggio secondario; pronuncia la sua prima battuta nell'episodio della seconda stagione Con la testa fra le nuvole e comincia ad essere gradualmente introdotto dalla terza stagione, fino ad avere una intera puntata dedicata alla fine della quinta stagione (L'episodio di Butters). Stan, Kyle e Cartman lo introducono quindi nel gruppo come "quarto amico". Durante questo periodo, gli altri tre ragazzi tendono a isolarlo e sfruttarlo, ricordandogli quanto fosse migliore Kenny rispetto a lui. Col tempo si cementa il suo ruolo di vittima di Cartman: quest'ultimo infatti lo convincerà ad inscenare la sua morte (09x09 Marjorine), mandando in disperazione i genitori; lo rinchiuderà in un bunker anti-atomico per farlo sparire e prendere il suo posto ad una festa di compleanno (07x11 Casa bonita); lo obbligherà ad ingrassare per fare da pubblicità ad un ristorante cinese e poi, quando si accorge che non riesce più a farlo dimagrire, lo costringe a sottoporsi ad un intervento di liposuzione, che naturalmente esegue lui stesso con ben poca delicatezza e quasi uccidendolo (06x02 Jared ha l'A.I.D.E.S.); travestito da robot, lo prenderà in giro per l'intero episodio 08x05, FICO-O. Anche quando non è lui il bersaglio delle macchinazioni del compagno, Butters è sempre il primo a credergli e a spalleggiarlo nei suoi piani, a prescindere da quanto sia ovvio come stia venendo usato e che alla fine risulterà pure lui una vittima (anche inconsapevolmente), anche se poi spesso accade che Eric stesso ci rimetta e, talvolta, Butters alla fine ottenga una forma di rivincita. Comunque, questa sua incapacità di imparare a non fidarsi di Cartman è il motivo per cui gli altri compagni spesso lasciano che si faccia mettere nei guai.
Dalla sesta stagione Butters acquista una seconda identità per sfogare la sua frustrazione e diventa il Professor Chaos: si tratta di un supercriminale che vorrebbe seminare panico e terrore a South Park, ma gli esiti dei suoi piani sono sempre deludenti, dato che sono azioni totalmente innocue o inutili. È doppiato in originale da Matt Stone e in italiano da Walter Rivetti dal 2005

### Clyde Donovan
Clyde Donovan è un alunno della scuola elementare di South Park. Appare come un ragazzino più interessato alle ragazzine che alla scuola, infatti nell'episodio Fate L'Amore, Non Warcraft lo si vede leggere Playboy, lettura che preferisce di gran lunga anche ai videogames. Ha un giubbotto apparentemente largo. Inoltre ha il vizio di piangere spesso, anche per questioni di poco conto, e per questo viene poco considerato dagli altri bambini. Clyde è anche un accanito tifoso della squadra di football della scuola, i Cows, e nell'episodio Peretta Gigante E Panino Alla Merda si dispera per le pressioni della PETA per cambiarne la mascotte. Nella puntata 15×05 si scopre che la madre ha origini olandesi, nella puntata 8×11 Alla ricerca di ascolti viene rivelato che ha un solo testicolo mentre nella puntata 10×09 Il Mistero dell’Orinatoio viene rivelato che quando aveva 5 anni ha subito una colostomia. Nella puntata 16×01 Seduta inversa tenendo la tavoletta del water alzata uccide la madre. Compare per la prima volta nel secondo episodio della prima stagione, E se ingrasso... Ciccia, come personaggio di sfondo. Nell'episodio 02×12 C'era una casetta piccolina ha una relazione con Bebe, che dopo aver perso interesse per Kyle, si mette con lui solo per quell'episodio. Il personaggio si nota di più nell'undicesima stagione. Nella terza puntata, Caccia ai pidocchi, emerge di più: scopre che ha i pidocchi e farà di tutto per difendersi dai compagni, che sembrano dimostrarsi desiderosi di sapere chi ha i pidocchi in modo da escluderlo. Cartman decide allora di utilizzare lo stesso metodo applicato nel film La cosa, ovvero mettere a contatto del metallo rovente con un campione di sangue di ciascuno di loro (se il bambino ha i pidocchi il sangue a contatto con il metallo dovrebbe schizzare per aria). Colui che ha i pidocchi sembra inizialmente Kenny, ma Clyde, per evitare che il ragazzo venga deriso al posto suo, avverte l'insegnante di tutto ciò, la quale dirà che tutti gli alunni della classe hanno i pidocchi.

### Craig Tucker
È un alunno della scuola elementare di South Park. Esordì nel secondo episodio della prima stagione, E se ingrasso... Ciccia, come personaggio di sfondo. Si comincia a sentire la sua voce a partire dalla terza stagione: nel primo episodio, I cori spaccamaroni, è seduto nell'ufficio del Signor Mackey, lo psicologo della scuola, al quale mostra ripetutamente il dito medio mentre lo sta rimproverando per il suo comportamento inadeguato: Craig è infatti il pestifero della classe, con un comportamento praticamente antisociale ed ha la tendenza a insultare chiunque gli capiti a tiro flippandogli il dito medio per poi far finta di scordarsi le oscenità compiute subito dopo (anche se questa sua caratteristica sparisce col passare della serie, e Craig assume un carattere più pragmatico e assennato); nel quarto episodio, Giochi di mano, giochi da pisquano, Stan, Kyle e Cartman lo mettono contro il compagno di classe Tweek di modo che scoppi una rissa che decida chi dei due ragazzini è il più "piantagrane", anche se in seguito alla rissa i due finiranno all'ospedale senza però estinguere il loro astio. Ha una sua gang in cui figurano Token (suo grande amico), Clyde e Jimmy, da sempre antagonista di Cartman e degli altri, come ad esempio si nota nell'episodio 08x01, Divertirsi con le armi, in cui sfidano i protagonisti in una lotta ninja utilizzando armi nel relativo stile (pertanto la scena è disegnata in stile anime giapponesi). Altri membri della sua banda, anche se non fissi, sono Tweek, Timmy, Jimmy e Jason. Negli episodi 12x10 e 12x11, Pan-demia e Pan-demia 2 - Lo spavento, Craig, uno dei protagonisti, critica ripetutamente Stan, Kyle, Kenny e Cartman di avere spesso idee o svolgere attività che gli si ritorcono contro e, alla fine del secondo episodio, salva il mondo dall'invasione dei porcellini d'India giganti come avevano profetizzato gli Inca. A partire dall'episodio 19x06 "Tweek e Craig", il ragazzo intraprende una inizialmente fittizia relazione amorosa con Tweek.

### I ragazzi goth
Sono un gruppo di goth stereotipati. Si vedono per la prima volta nell'episodio Raisins; parlano continuamente in modo pessimistico della vita e scrivono poesie sulla morte ed il dolore. Hanno una band. Frequentano comunque poco la scuola, e preferiscono sostarvi intorno bevendo caffè e fumando sigarette. Prima del videogioco The Stick of Truth i nomi dei componenti, tranne quello della ragazza, erano sconosciuti; i fan americani hanno suggerito delle opzioni, che vengono usate nel web dagli appassionati del fandom. I ragazzi goth fanno apparizioni sporadiche nel corso della serie, mentre l'episodio L'alba dei poser è interamente dedicato a loro, tanto che l'opening di South Park viene modificata per l'occasione.

#### Michael
È il più alto dei quattro e la sua testa è più grande del suo corpo. Il suo naso è largo e ha i capelli ricci e neri. Nella band il suo ruolo è il cantante. Nell'episodio 08x05, Te lo sei preso nel culo, si aggrega al gruppo di ballo di Stan. I suoi genitori hanno divorziato e per questo non crede più nell'amore. È doppiato da Oliviero Cappellini.

#### Firkle
È il più piccolo del gruppo dato che va all'asilo. Definisce delle persone importanti "veline naziste", si definisce il più anticonformista del gruppo e nella band suona la batteria. Si dimostra spesso il più violento ed estremista del gruppo, come quando ha minacciato Mysterion con un coltello durante la saga de "Il procione e i suoi amici"; tanto che gli altri ragazzi del gruppo lo hanno definito un "goth hardcore".

#### Henrietta Biggle
È l'unica ragazza del gruppo. La si vede sempre fumare. La sua camera da letto è uno dei luoghi di ritrovo tipici dei quattro ragazzi. Nella band suona la tastiera. Sua madre è sempre dolce con lei e sembra che accetti il suo modo di vivere goth. Nell'episodio Il Procione contro il Procione e amici, scopriamo che è la sorella maggiore di Bradley, il compagno di classe di Stan e gli altri, che in realtà viene da un altro pianeta dunque si suppone che sia stato adottato dalla famiglia di Henrietta.

#### Pete
Ha circa la stessa età di Henrietta. Ha una lunga frangia che tira via quando quest'ultima gli cade sugli occhi. Beve sempre il caffè e nella band suona il basso. Lui sembra che sia il più scocciato dei quattro perché è spesso il primo in determinate circostanze ad assumere una faccia arrabbiata. È doppiato da Renato Novara.

### Jimmy Valmer
È un bambino affetto da distrofia muscolare e dalla balbuzie a cui piace definirsi "handi-capace". Riesce a camminare grazie alle stampelle e comunica senza problemi con i suoi compagni. Inizialmente rivaleggiava con l'altro portatore di handicap della scuola elementare, Timmy, ma presto i due diventano amici. Ha i capelli marroni e indossa una maglietta gialla. Nell'episodio 6x06 Professor Chaos, è uno degli ultimi dieci candidati a diventare il quarto componente del gruppo dei protagonisti, ma alla fine non viene scelto. Nelle stagioni successive, Jimmy viene mostrato come membro della banda di Craig. Jimmy è generalmente uno studente popolare e dotato a scuola. Tuttavia, a volte sa essere sboccato e molto competitivo. Nell'episodio 08x02, Forza steroidi, assume degli steroidi per partecipare e vincere alle Paraolimpiadi di Denver. Ha un grande talento umoristico e spesso si esibisce in show comici, facendo battute alle quali ride solo lui. Il suo acerrimo nemico è Nathan, un bambino down che frequenta il suo stesso campo estivo e che odia Jimmy smisuratamente, il quale, tuttavia, non ricambia ma addirittura lo rispetta molto.

### Philip "Pip" Pirrup
È un alunno della scuola elementare di South Park, è di origine inglese ed è continuamente preso in giro dai compagni per il suo carattere e le sue origini. Il suo personaggio è mutuato dal protagonista del romanzo di Charles Dickens Grandi speranze, ed infatti, oltre all'omonimia, entrambi i personaggi sono poveri ed orfani. L'ispirazione è svelata nell'episodio 04x14, intitolato per l'appunto Grandi speranze, che vede inoltre la partecipazione come guest-star di Malcolm McDowell. Pip ha un carattere docile e amichevole con tutti ma è irrimediabilmente destinato ad essere respinto dai suoi compagni. Compare per la prima volta nel primo episodio della prima stagione, Cartman si becca una sonda anale, nel quale si vede brevemente in classe colpito da una fiammata proveniente dal sedere di Eric Cartman, contenente una sonda aliena. Ha un ruolo più importante nel nono episodio della medesima stagione, intitolato Niente colpi sotto l'aureola, nel quale stringe un breve rapporto di pseudoamicizia con Damien, figlio di Satana, giunto nella loro classe per annunciare lo scontro tra Gesù e Satana, che si terrà proprio il giorno del compleanno di Cartman, al quale né Pip né Damien saranno invitati: i due hanno infatti molto in comune perché sono entrambi male accettati dagli altri bambini. Il figlio del demonio, dopo aver scoperto che Cartman era inizialmente preso in giro come lui a causa dell'aspetto paffuto, ma che è diventato amico di Stan e Kyle prendendo continuamente in giro Pip, utilizza i suoi poteri per causare continui guai al ragazzo inglese, guadagnandosi così le simpatie di Stan e Kyle. Capace di tirarsi su dopo ogni battutaccia o presa in giro che gli viene propinata, lo vediamo sbottare solo nell'episodio 02x05, La donna con il feto incorporato, quando tira una palla addosso agli altri che lo chiamano “francese”, parola che è per lui un grave insulto, date le sue origini britanniche. Protagonista designato delle angherie dei terribili quattro per le prime stagioni, andrà sempre più a scomparire, specie dopo la morte di Kenny e la ribalta di Butters. Pip fa la sua ultima, breve apparizione (la seconda nei precedenti 8 anni) nell'episodio 14x06, 201 (inedito in Italia), dove viene schiacciato da Mecha-Streisand 2.0 in seguito al vano tentativo di fermare, con la sua consueta cortesia, la distruzione di South Park da parte di questa.

### Terrance Mephesto
È il figlio del dottor Mephesto. Lui e i suoi due amici, Bill e Fosse, erano i principali rivali dei ragazzi nelle prime stagioni, ma col passare della serie perderanno sempre più importanza, divenendo delle comparse. Come il padre, si interessa di ingegneria genetica.

### Timmy Burch
Timmy è un bambino disabile che sa solo dire il suo nome (o poco più). Ha i capelli arancioni e sta su una sedia a rotelle. È inoltre solito sorridere e salutare agitando le braccia. Anche se inizialmente era rappresentato come mentalmente ritardato, col trascorrere degli episodi il suo problema è sembrato divenire solo fisico, e Timmy ha mostrato anche di possedere delle capacità mentali. Nell'episodio della quarta stagione Helen Keller! Il musical, Timmy adotta un tacchino fisicamente deforme di nome Gloglotto. I produttori di Comedy Central inizialmente avrebbero voluto eliminarlo dalla serie per la difficoltà di gestire la presenza di un personaggio disabile, ma gli autori hanno insistito nel mantenerlo, anche perché, nonostante sia disabile (probabilmente è affetto da idrocefalia come i suoi genitori) gli altri ragazzi lo trattano normalmente.
Nel corso della sesta stagione, la parte della sigla generalmente cantata da Kenny è stata modificata in suo onore in: "Timmy Timmy Timmy Timmy Timmy livin' a lie Timmy".

### Tolkien "Token" Black
È l'unico bambino afroamericano della serie, infatti, secondo lo slang cinematografico, “token black” è l'unico personaggio nero in uno spettacolo di bianchi; O almeno così era fino all'arrivo di Nichole, una ragazza afroamericana comparsa per la prima volta nell'episodio 16x07, con la quale Token ha una relazione. La sua famiglia è la più ricca di South Park. Compare nelle prime stagioni tra gli studenti della classe senza mai parlare. Nella prima puntata della quarta stagione è colpito da un sasso lanciato da Cartman, il quale viene rinchiuso in galera poiché accusato di "reato di odio"; in seguito perdonerà il compagno in modo da vincere una gara con lo slittino. Nella puntata 09x03, Wing, diventa un cantante e i ragazzi si offrono per diventare suoi manager, ma il ragazzino di colore verrà assunto da un'altra agenzia di talenti. Ha avuto una breve relazione con Wendy Testaburger. È amico di Clyde, Jimmy e Craig, anche se in alcune puntate si lascia coinvolgere dalle avventure dei quattro protagonisti. Nei primi episodi in cui è comparso, il suo cognome era Williams. Nella venticinquesima stagione si scopre che il suo vero nome è Tolkien, in omaggio all'omonimo scrittore de "Il signore degli anelli" e de "Lo Hobbit" e di cui suo padre è un appassionato.

### Tweek Tweak
Tweek Tweak è uno studente della quarta elementare nella scuola della cittadina. È un bambino sempre stressato e agitato a causa della caffeina di cui abusa. Il suo nome viene dall'inglese “Tweeker”, che in slang identifica il consumatore di metanfetamine ed infatti ne ha proprio tutto l'aspetto. Tweek esordì nella diciassettesima e penultima puntata della seconda stagione, intitolata Gli gnomi rubamutande, nel quale Stan, Kyle, Cartman e Kenny formano un gruppo con lui per fare una relazione, in modo da salvare il signor Garrison dal licenziamento. Nel quarto episodio della terza stagione, Giochi di mano, giochi da pisquano, i compagni lo mettono in competizione con Craig, per fare in modo di decidere chi dei due è il più "casinista". Stan e Kyle scommettono su Tweek e lo aiutano ad allenarsi a pugilato con l'aiuto di Jimbo e Ned per la sfida finale. Ha un ruolo importante a partire dal sesto episodio della sesta stagione: Butters, a causa del suo carattere debole, viene scartato dal gruppo composto da Stan, Kyle e Cartman, i quali decidono di fare una selezione simile a un reality-show per decidere quale sarà il loro nuovo amico dopo la morte di Kenny. Diventa così il nuovo amico dei tre. Negli ultimi episodi della sesta stagione non comparirà più insieme ai tre. A partire dall'episodio 19x06 "Tweek e Craig", il ragazzo intraprende una inizialmente fittizia relazione amorosa con Craig Tucker.

### Wendy Testaburger
Wendy Testaburger è una studentessa della Scuola Elementare di South Park. Il suo nome e cognome sono un gioco di parole riferito alla catena statunitense di fast food "Wendy's". Wendy è una delle bambine più intelligenti della scuola ed è mostrata come matura, ma anche autoritaria e spesso cinica sulle mode e incline alla violenza. È una delle poche persone a South Park a comportarsi quasi sempre in modo normale, ma spesso il suo atteggiamento progressista e sensibile la mettono in difficoltà, a causa dell'assurdità del mondo in cui vive, e questo la mette spesso in contrasto con Cartman, che la chiama in modo dispregiativo "figlia dei fiori". Nelle prime stagioni appare come la ragazza di Stan, ma lui non riesce ad avvicinarla senza vomitare per l'emozione. Wendy lascerà ufficialmente Stan per Token Williams nella settima stagione, ma poi torneranno insieme. Il suo contributo è fondamentale nel risolvere le situazioni critiche createsi nei primi due episodi (Cartman si becca una sonda anale e E se ingrasso... Ciccia). Durante la seconda stagione si delinea chiaramente il rapporto tra Stan e Wendy. In seguito il personaggio di Wendy viene man mano messo in disparte; dalla quarta stagione assume un ruolo più importante: nel 04x08, Chef va fuori di testa, per una serie di circostanze si scopre suo malgrado attratta da Cartman, anche se tutto si riaggiusterà alla fine dell'episodio; nell'episodio successivo, Boy band, entra a far parte, appunto, di una boy band insieme a Stan, Kyle, Cartman e Kenny; recita poi un ruolo da protagonista nell'episodio 04x14, Helen Keller! Il musical. Alla fine della settima stagione, in Raisins (07x14), Wendy lascia Stan per mettersi con Token. Da qui in poi la si vede sempre meno. I due torneranno insieme nell'episodio 11x14, La lista. Nell'episodio 12x09 La più grande lotta contro il cancro al seno, Wendy pesta a sangue Cartman, reo di essersi preso gioco della prevenzione per il cancro al seno. Wendy è il bersaglio di ogni ragazzo a causa del suo atteggiamento egoista e prepotente nei confronti di essi, specialmente nei confronti di Cartman.

### Heidi Turner
È una delle compagne di classe dei ragazzi, assume un ruolo più invasivo a partire dalla ventesima stagione e per tutta la ventunesima, prima delle quali non ha mai avuto un ruolo molto importante, se non qualche comparsa e il sentire raramente il suo nome nel corso delle stagioni. Durante queste stagioni, finisce per abbandonare i social media a causa del troll di internet Skankhunt42, e alla fine è diventata la ragazza di Eric Cartman, unendosi a lui per porre fine alla guerra dei generi che ha colpito la scuola. Eric approfitta della sua gentilezza e la manipola, ricattandola emotivamente, ignorandola fino a quando Heidi decide di lasciarlo (Eric arriva al punto di minacciare il suicidio dopo una rottura) e Heidi finisce per assomigliare fisicamente e psicologicamente al suo ragazzo. La coppia si separa alla fine della ventunesima stagione e Heidi ritorna al suo aspetto normale nella stagione successiva.

### Dog Poo Petuski
È uno dei compagni di classe dei ragazzi; è caratterizzato da una pessima igiene personale, infatti appare sempre sporco e trasandato. Non ha mai un ruolo di spicco negli episodi, tranne che nell'episodio Professor Caos, dove Cartman lo ventila come uno dei possibili sostituti di Kenny.
Probabilmente è stato creato ispirandosi al personaggio dei Peanuts Pig-Pen.

### Dougie
È un bambino di seconda elementare, caratterizzato da capelli rossi e occhiali, ammiratore di Butters, ed è la reale identità del Generale Distruzione; questo personaggio è l'unico alleato del Professor Chaos, e lo aiuta nei suoi tentativi di seminare terrore nel mondo.

### Red Tucker
Chiamata anche Bertha o Rebecca, è una delle compagne di classe dei ragazzi, amica di Wendy e Bebe. Ha i capelli rossi, e raramente svolge un ruolo di spicco negli episodi.
Come si nota dal cognome, e dalle solite conversazioni nello sfondo di molte scene, Red è imparentata con Craig Tucker, essendo sua cugina.

### Scott Malkinson
È uno dei compagni di classe dei ragazzi. È caratterizzato da una capigliatura trasandata e la lingua tenuta sempre fuori dalla bocca. Appare per la prima volta nell'episodio 12x13 "High South Park Musical". Ha la zeppola (un difetto di pronuncia della "S") e il diabete, cose per cui Cartman lo prende in giro continuamente. I ragazzi lo usano per sostituire Stan, il quale ha iniziato a provare ad imparare a fare i musical per evitare di perdere Wendy. Raramente ricopre un ruolo di spicco nella serie. Appare nell'episodio 13x09 "Le mignott-one di Butters" come cliente della società di baci di Butters, e passa sullo sfondo quando Cartman vende il suo libro nell'episodio 13x13 "Balla coi Puffi". In seguito è apparso nella trilogia del Black Friday, dove è stato visto affilare una spada di legno nel cortile di Cartman e, nell'episodio 17x08 "Le cronache del salsicciotto", in cui intraprende un viaggio con Butters a casa di George R. R. Martin per scoprire cosa succede quando arrivano i draghi nel Trono di Spade. Nel videogioco "South Park Scontri Di-Retti" rivelerà di possedere una notevole forza fisica, nonostante l'età e la sua malattia.

### Nathan
È un bambino affetto da sindrome di Down, ed è l'acerrimo nemico di Jimmy Valmer (o di Timmy, a seconda delle circostanze). Spesso è accompagnato dal suo braccio destro Mimsy, handicappato anche lui. Fa la sua prima apparizione nell'episodio Forza steroidi!.

### Nichole Daniels
Comparsa per la prima volta nell'episodio 16x07 Cartman Scopre l'Amore, non ha quasi mai un ruolo di spicco negli episodi tranne nello stesso episodio della sua comparsa. Ha avuto una breve relazione con Kyle, finita subito a causa di Cartman, infatti quest'ultimo ha forzato la relazione tra Nichole e Token, che è stata destinata a durare. La loro relazione è durata fino all'episodio 20x02 "Caccia al troll", dove Nichole rompe con Token tramite un bigliettino, proprio come fa il resto delle ragazze della scuola, a causa delle azioni del troll Skankhunt42, le quali vengono considerate, dalle ragazze, condivise da tutti i ragazzi della scuola.

### David Rodriguez
Un nuovo compagno, è di etnia ispanica ma viene dall'Idaho. Appare per la prima volta nell'episodio L'ultimo dei messicani. I suoi genitori possiedono un ristorante di cucina messicana chiamato Nueva Familia Mexicana, dove lui lavora come cameriere e per questo nell'episodio Critici da Strapazzo è vittima di Cartman, che sfrutta il proprio ruolo di recensore di Yelp per ottenere favoritismi nei ristoranti, ma alla fine David e Kyle risolvono il problema. Cartman lo prende spesso in giro chiamandolo Dàvid, quando in realtà il suo nome si pronuncia Davìd. Nell'episodio I terribili ninja gioca assieme agli altri ragazzi ai ninja nella zona attorno alla casa di Kenny, e così facendo ripuliscono la zona dai senzatetto che li scambiano per guerriglieri dell'Isis; a fine episodio l'agente Barbrady cerca di risolvere la situazione ma per colpa di Randy parte involontariamente uno sparo che colpisce David al braccio, provocando il licenziamento del poliziotto.

### Jason Bianchi
È uno dei compagni di scuola dei ragazzi, presente come comparsa in gran parte della serie. Si sapeva di lui solo il nome, almeno fino all'episodio 21x10 dove si scopre che il suo cognome è Bianchi (White in lingua originale); proprio in questo episodio lo si vedrà molto frequentemente. Muore nell'episodio 23x6 L'ultima erba investito da una volante della polizia.

### Novellino
Il Novellino (The New Kid) è uno studente di quarta elementare, protagonista interamente personalizzabile dei videogiochi tratti dalla serie a partire da Il bastone della verità, dove si è appena trasferito in città con i genitori. Secondo Scontri Di-retti i suoi genitori hanno la sovrannaturale abilità di guadagnare milioni di follower su Facebook e Instagram, al punto di venire sequestrati e studiati dal governo; i due si conobbero e concepirono il Novellino, che già alla nascita aveva milioni di follower. Desiderosi di proteggerlo dagli esperimenti governativi, i tre scapparono in incognito e diedero al bambino una medicina che dovrebbe contenere i suoi poteri anali e invece li amplifica, al punto che il Novellino si fa sempre nuovi amici ad ogni trasloco. È sempre silenzioso, tuttavia ha pronunciato una battuta solo al termine de Il bastone della verità.

## I parenti

### Randy Marsh
Randall "Randy" Marsh è sposato con Sharon Kimble Marsh ed è il padre di Stan. Inizialmente ricopriva un ruolo secondario, ma col passare della serie assume sempre più importanza, diventando protagonista di molti episodi. Geologo, politicamente progressista e grande amante della birra, è spesso ritratto come molto ingenuo e, come molti altri adulti di South Park, ha l'abitudine di farsi condizionare da nuove mode o eventi. È infantile, attaccabrighe e impulsivo, e a causa dei suoi comportamenti squinternati e delle sue strambe ossessioni si caccia spesso in situazioni paradossali, venendo ogni volta aiutato dal figlio. Spesso è il promotore delle crisi di panico ingiustificato che periodicamente colpiscono la popolazione (soprattutto adulta) di South Park. È l'unico "scienziato" in città e viene interpellato per risolvere le situazioni più intricate (ma raramente ci riesce). Nell'episodio 4x08 "Boy band" viene rivelato che Randy ha fatto parte di una boy band negli anni '80 chiamata "The Ghetto Avenue Boys". La sua band ha avuto successo per alcuni anni, ma lui e gli altri membri sono stati rapidamente sostituiti a causa dell'avanzare del tempo. Come mostrato nella puntata 18x03 La femminuccia, Randy ha ottenuto il successo nei panni della cantante Lorde, anche se in questo caso la sua voce viene pesantemente modificata con il computer. Randy ha concluso la sua carriera musicale nell'episodio 18x10 #HappyHolograms. A partire dalla stagione 22, Randy diventa un coltivatore di marijuana, avviando una nuova attività. Nel finale di stagione, Randy riesce a ottenere molti clienti durante lo sciopero di Amazon, ampliando la sua attività con l'aiuto di Asciughino.

### Sharon Marsh
Sharon Kimble Marsh è la moglie di Randy e la madre di Stan. Spesso rappresenta la parte 'ragionevole' di casa Marsh, cercando di equilibrare gli atteggiamenti squinternati di Randy; in altri casi, invece, si comporta come il resto della popolazione adulta di South Park, sempre pronta ad abbracciare cause assurde e pretestuose. In South Park: il film - Più grosso, più lungo & tutto intero si scopre che lavora come receptionist in un centro di rinoplastica. Nell'episodio 02x12, C'era una casetta piccolina, si separa da suo marito per quasi tutto l'episodio, frequentando un certo Roy. Sempre nel film, aderisce al movimento per la liberazione del Canada insieme alle madri di Cartman e di Kyle, che ne è la leader. Nella puntata 14x02, La storia di Scroto Mc Palledipus, è la prima a trovare il volgarissimo romanzo scritto dai bambini della scuola elementare. Lo apprezzerà in modo tale che vorrà scoprire la persona che lo ha scritto. Nella puntata 14x14, Crème Fràiche, teme di perdere l'amore di Randy a causa del suo feticismo per la cucina. Grazie agli "allenamenti" eseguiti con un attrezzo ginnico chiamato Shake Weight (un peso a molle realmente esistente, ma che nell'universo di South Park ha la funzione di simulare la masturbazione maschile), Sharon masturberà Randy, riuscendolo a mandare in "modalità spento" e a fargli passare definitivamente la sua ossessione.

### Shelley Marsh
È la sorella maggiore di Stan. Indossa un apparecchio ortodontico vecchio modello. Ha un aspetto adirato e picchia spesso il fratello Stan, caratteristiche che la fanno uno dei personaggi più forti e temuti di South Park.

### Marvin Marsh
È il nonno centenario di Stan (che però chiama Billy). È l'uomo più anziano di South Park e il suo unico desiderio è quello di morire. Cerca di convincere il nipote ad aiutarlo perché da solo non ci riesce; anzi è lui in una puntata a far morire durante un amplesso la nonna di cinque piccole gemelline danzatrici rumene ospitate a casa di Stan. In una puntata precedente si era trovato faccia a faccia con la morte, che, invece di "prendere" lui, era venuta per portarsi via Kenny. In un'altra puntata guida un movimento di protesta contro la città di South Park che vieta agli anziani di guidare in quanto responsabili dei numerosi incidenti causati dalla loro scarsa abilità di guida. Avrà di nuovo un ruolo di spicco solo nella puntata 16x02. Nella versione originale è doppiato da Trey Parker, mentre in quella italiana da Sergio Graziani (dalla prima alla quarta serie) e da Gianni Gaude (dalla quinta serie).

### Jimbo Kern
È lo zio di Stan e il miglior amico di Ned Gerblansky, conosciuto in Vietnam. I primi episodi lo presentano come fratello della madre di Stan, Sharon, ma in un'intervista Matt Stone lo ha indicato come il fratellastro del padre di Stan, Randy, da parte della madre, anche se la loro relazione fraterna è raramente esplorata nella serie.
È guerrafondaio, conservatore e patriottico. È spesso molto ingenuo, infatti nell'episodio 02x06, La rana messicana dello Sri Lanka del sud, si fa spaventare da quattro amici con una semplice rana di plastica, credendo che sia la temibile rana messicana dallo sguardo fisso dello Sri Lanka del sud.
Ama molto la caccia, che effettua con Ned anche con metodi poco ortodossi, urlando prima falsamente «Oddio ci stanno attaccando!», facendo leva sul fatto che la legge americana prevede l'autodifesa in caso di attacco di un animale; nell'episodio 01x03, Spara alla lava, cerca con scarsi risultati di far appassionare pure suo nipote Stan.
La sua indole guerrafondaia viene espressa soprattutto nell'episodio 03x14, La guerra civile è un'opinione, dove si ritroverà addirittura coinvolto in una vera riesumazione della guerra civile americana alla guida dell'esercito dei sudisti.
Jimbo è il proprietario di un negozio di armi e articoli da caccia. Il negozio è stato mostrato per la prima volta nell'episodio 1x02 E se ingrasso... Ciccia, quando Jimbo ha venduto a Garrison e Mr. Cilindro un fucile per sparare a Kathie Lee Gifford. Ha anche un suo programma televisivo in guerra di ascolti con Gesù e gli amici.
Nella puntata 05x02, I cavalieri delle procedure standard, si scopre che Jimbo è gay.

### Zia Flo Kimble
Fino all'episodio 02x15, Spookyfish - Lo speciale di Halloween, aveva l'abitudine di visitare i Marsh ogni mese per cinque giorni. Rappresentava un eufemismo delle mestruazioni di Sharon. Durante il sopracitato episodio zia Flo muore e Sharon entra in menopausa, nonostante nell'episodio 05x08 Cartman trova un assorbente sporco di Sharon.

### Gerald Broflovski
Padre di Kyle, avvocato e membro del consiglio comunale. Rappresenta lo stereotipo dell'uomo medio americano di religione ebraica e indossa sempre una kippah fucsia con la quale, oltre che onorare il suo culto, nasconde anche un'incipiente chierica. Risulta essere il più equilibrato fra i genitori di South Park, ma all'occorrenza sa mostrarsi sarcastico e tagliente, mostrando quindi una personalità spiccata. Nonostante il lavoro, la sua famiglia non sembra essere particolarmente più ricca della media e questo sembra essere dovuto sia in parte ad una non molto bravura di Gerald come avvocato, sia ad una nascosta dipendenza per il gioco d'azzardo. Operando sotto lo pseudonimo di Skankhunt42, gioca un ruolo chiave di antagonista durante la ventesima stagione. È doppiato da Vladimiro Conti (dalla prima alla quarta stagione) e da Renato Novara (dalla quinta stagione).

### Sheila Broflovski
Madre di Kyle, ebrea ortodossa, puritana e moralista, super-protettiva nei confronti dei figli, ma anche molto isterica, è sempre pronta ad addossare agli altri le colpe e le responsabilità dei figli, viene quindi disprezzata dagli amici di Kyle. Ha un ruolo rilevante nel film South Park: il film - Più grosso, più lungo & tutto intero, dove si è dimostrata molto caparbia e durante il quale ha persuaso tutte le madri di South Park a far dichiarare guerra contro il Canada, a causa delle volgarità di Trombino e Pompadour. In una puntata rivela di essere nativa del New Jersey, dove conduceva una vita piuttosto disinibita, ma dopo essersi sposata e trasferita a South Park ha messo la testa a posto. Viene doppiata da Lucia Valenti.

### Ike Broflovski
È il fratellino adottivo di Kyle, ed è canadese. Si caratterizza a volte per un linguaggio spesso scurrile, ma è molto affezionato al fratello. Nelle prime stagioni Kyle era solito allontanarlo facendolo volare in aria al grido di "Calcia il pupo!"; tuttavia Kyle vuole bene ad Ike, spesso lo coinvolge nei suoi giochi e ha dimostrato più volte di preoccuparsi della sua incolumità. Nonostante la giovanissima età, dimostra spesso di possedere una notevole intelligenza. Nell'episodio 10x10 Occhio alla maestra! Ike perde la verginità a soli 3 anni con la sua insegnante pedofila della primina, la signorina Stevenson, che, ironia della sorte, si suiciderà nell'episodio stesso.
È stato adottato dalla famiglia Broflovski. I suoi veri genitori gliel'hanno dato in adozione perché il Canada era devastato dalla guerra delle Cola e quindi, erano incapaci di far crescere un bambino. Nell'episodio 02x04, I circoncisi ce l'hanno più grosso, è stato circonciso, mentre nell'episodio 07x15, È Natale in Canada, i suoi veri genitori hanno tentato di riprenderselo, ma alla fine Ike è rimasto con i Broflovski. In questa circostanza viene rivelato che il suo vero nome è Peter.

### Kyle Schwartz
È il cugino di Kyle proveniente dal Connecticut ed al quale non va molto a genio. Rappresenta lo stereotipo di un bambino ebreo: ipocondriaco, ipersensibile e deboluccio, ma molto bravo con il denaro.

### Liane Cartman
Madre di Eric. È una donna dai facili costumi: è stata a letto con tutti gli uomini e le donne della città, persino con il parroco del paese, il personaggio di Gesù, un alieno e un androide proveniente dal futuro. L'unica persona con cui non ha giaciuto è lo storpio del paese. Si dimostra molto protettiva con suo figlio e con ogni mezzo tenta di esaudirne ogni desiderio, finendo però per farsi gabbare da lui. È doppiata nelle prime quattro stagioni da Stefanella Marrama e da Lucia Valenti dalla quinta.

### Stuart McCormick
Padre di Kenny, disoccupato, spesso alcolizzato e spacciatore di metanfetamine. Litiga spesso con la moglie, spesso in modo violento, tuttavia quando è sobrio si prende molto cura di lei e la tratta amorevolmente. Durante la giovinezza è stato amico di Gerald Broflovski, ed in una puntata i due hanno cercato di riunirsi, andando a pesca, ma con risultati scarsi. In Italia è doppiato da Walter Rivetti.

### Carol McCormick
Madre di Kenny, rappresenta, per certi versi, lo stereotipo della ragazza madre, avendo partorito Kenny, suo secondogenito, a soli 16 anni. Come il marito, viene spesso descritta come un'alcolizzata e una poco di buono. Prima della nascita di Kenny, lei e il marito frequentavano il culto di Cthulhu, perché alle riunioni servivano birra gratis. Kenny è stato concepito durante una di queste riunioni, così ogni volta che muore viene ripartorito dalla madre e cresce durante la notte. È doppiata da Lucia Valenti.

### Kevin McCormick
Fratello maggiore di Kenny. Appare sempre sporco e trasandato, e non ha mai un ruolo di spicco negli episodi.

### Karen McCormick
Sorella minore di Kevin e Kenny, è estremamente timida e insicura quando è sola; è molto affezionata a Kenny e considera Mysterion il suo angelo custode, ignorando che i due sono la stessa persona.

### Stephen Stotch
Padre di Butters. Nei primi episodi era chiamato Chris. È estremamente e irragionevolmente autoritario nei confronti del figlio, esigendo che lui viva seguendo regole difficilissime e inutili (come mettere il cibo nella dispensa in ordine alfabetico), e lo punisce spesso, anche per motivi futili o per avvenimenti di cui il figlio non ha colpa. Inoltre non ha molto rispetto per lui o per le sue esigenze (nell'episodio Raisins fa addirittura una scommessa con la moglie circa le sue preferenze sessuali, mentre in una puntata tenta persino di vendere Butters a Paris Hilton per 250.000.000 di dollari). Nonostante ciò in fondo vuol bene al figlio: infatti nell'episodio Marjorine, pur di riportarlo in vita, sotterra quello che crede il suo corpo in un cimitero indiano per farlo resuscitare. È un bi-curioso; nell'episodio L'episodio di Butters, si scopre che, di nascosto dalla famiglia, frequenta saune e cinema per omosessuali, ma in seguito agli eventi dell'episodio reprime questa natura. Nell'episodio Cartman fa schifo, credendo erroneamente che il figlio sia bi-curioso, lo manda in un centro di riconversione cristiana per l'omosessualità, ma alla fine, spinto da un discorso del figlio, decide di fare outing.

### Linda Stotch
Madre di Butters, ingegnere. Rispetto al marito, è meno severa nei confronti del figlio, pur non esitando nel punirlo severamente. Ne L'episodio di Butters, in seguito alla scoperta della bisessualità del marito, tenta di uccidere Butters in un raptus di pazzia, ma questi sopravvive e i coniugi riescono a trovare un compromesso per vivere serenamente.

### Richard e Cindy Tweak
Sono i genitori di Tweek. Gestiscono una caffetteria e dosano continuamente il figlio col loro prodotto, causandogli nervosismo e iperattività. La qualità del loro caffè non dev'essere molto elevata, dato che nel momento in cui in città viene aperta un'altra caffetteria, la loro quasi fallisce. Nell'episodio Rapire i bambini non è bello rendono ancora più nervoso Tweek spaventandolo con esperimenti educativi per fare in modo che non si fidi degli sconosciuti, anche se così, al loro insaputa, il figlio lascia morire un tetraplegico bloccato sulle rotaie per paura che sia un rapitore mascherato.

### Thomas e Laura Tucker
Sono i genitori di Craig e di sua sorella minore, Ruby. L'abitudine di mostrare il dito medio è abbastanza naturale in famiglia, e compaiono di rado nella serie. Thomas fa il barista nel locale dove la sera si ritrovano la maggior parte dei genitori di South Park.

## Lo staff della scuola

### Signor Garrison
Lavora come insegnante nella scuola elementare di South Park. Nelle prime otto stagioni della serie il personaggio è conosciuto come Mr. Garrison, ma nel primo episodio della nona stagione, La nuova lussuosa vagina di Mr. Garrison, si sottopone ad un intervento chirurgico per il cambio del sesso, divenendo Mrs. Garrison. Nell'episodio 12x05, A caccia di un pene, si sottopone ad un nuovo intervento chirurgico che gli ridà la mascolinità. Garrison è nato in Arkansas ed ha una seconda laurea in ingegneria meccanica (episodio 05x11 L'entità). La sua sessualità è piuttosto complessa. Durante la serie ha avuto rapporti sia etero che omosessuali, entrambi sia come uomo che come donna. I suoi comportamenti lascerebbero pensare che sia afflitto da un disturbo Dissociativo dell'Identità, che Garrison ha manifestato nelle prime stagioni con i pupazzi Mr. Cilindro e Mr. Rametto. I due pupazzi rappresentavano per Garrison un modo di manifestare i suoi repressi sentimenti omosessuali, ed infatti scomparvero dallo show non appena Garrison ammise a se stesso di essere gay. Inoltre, in alcuni episodi, Garrison ha lasciato trasparire delle tendenze razziste. Ad esempio, nella puntata 04x08, Chef va fuori di testa, Mr. Cilindro, il suo pupazzo, apparve come un membro del Ku Klux Klan locale, anche se Garrison insistette nei confronti del personaggio di colore Chef di non avere nulla a che fare con la scelta del suo pupazzo. Nell'episodio 05x12, Arrivano i vicini, tenta di sbarazzarsi di tutti i ricchi della città (che sono tutti neri) utilizzando alcune tecniche del Klan, chiarendo solo alla fine dell'episodio che le sue intenzioni erano puramente razziste. Inoltre, ad ogni Natale propone di cacciare i messicani dalla città. In più episodi lascia anche trasparire tendenze pedofile e addirittura zoofile, come quando gli viene impedito di tenere in casa un Jakovasauro (animale preistorico inventato) in ricordo di una vicenda precedente con un piccione. Inoltre, nell'ultimo episodio della terza stagione, Il dilemma di Garrison, accompagna la classe in Arkansas e rivela un segreto che lo angoscia da tempo: il padre non lo ha mai molestato ed Herbert è convinto che questo significhi che il padre non lo ami; grazie all'aiuto di Kenny G, Garrison Sr. fa credere al figlio di averlo molestato e quindi i due si riappacificano.
Fino alla terza stagione Garrison è l'insegnante delle terza elementare, ma nel corso della quarta stagione le azioni provocate dalla sua confusione sessuale si aggravano fino a farlo licenziare. Cerca quindi di diventare uno scrittore di romanzi erotici ma non ha ispirazione per descrivere corpi femminili descrivendo, al contrario, i corpi maschili nei minimi dettagli. Così, nell'episodio 4x12 "Ebbene sì, sono gay!", si ritira sui monti e riesce finalmente ad ammettere a se stesso di essere gay. Riassunto a scuola dovrà ripartire dal gradino più basso, come insegnante della primina. Dopo la morte della signorina Choksondick, Garrison la sostituisce e ancora una volta si ritrova a insegnare ai personaggi principali della serie. Dopo il cambio della sua identità sessuale, Mr. Garrison intraprende una relazione con il gay signor Maso che durerà fino al primo episodio della nona stagione, La nuova lussuosa vagina di Mr. Garrison, dove si sottopone ad un intervento di vaginoplastica e diventa finalmente donna a tutti gli effetti. Tuttavia, ciò comprometterà la relazione con Maso, sentitosi offeso dalla sua operazione, poiché Garrison non gliene aveva parlato o chiesto cosa Maso ne pensasse o se fosse d'accordo. Il signor Maso lo lascerà per Gran Gay Al. Durante il suo periodo da Janet Garrison continua ad essere attratto dagli uomini, diventando così una eterosessuale. Nell'episodio 11x06, Lesbiche alla riscossa, dopo l'ennesimo abbandono amoroso la signora Garrison, invece che vessare i suoi alunni, si rifugia in un bar lesbo, dove si accorge che è ciò che ha sempre cercato. Janet Garrison diventa così una lesbica. Tuttavia, nella dodicesima stagione, Garrison si stufa anche di questa nuova identità sessuale, e si sottopone ad un nuovo intervento chirurgico per tornare uomo, utilizzando un pene cresciuto sulla schiena di un topo, tornando ad essere uomo e paradossalmente tornando omofobo. Nella diciannovesima stagione Garrison lascia il suo lavoro d'insegnante e lancia la sua carriera politica, puntando alla ribalta nazionale a fianco di Caitlyn Jenner (la campagna elettorale di Garrison è chiaramente ispirata a quella di Donald Trump). Nella ventesima stagione fronteggia Hillary Clinton nella campagna elettorale. Ma l'ex insegnante si rende conto di non avere un programma, e che sarebbe in gravi difficoltà se eletto: perciò, insieme a Caitlyn studia un piano per far salire alla Casa Bianca la sua rivale. Ciononostante il signor Garrison vince le elezioni e diventa il nuovo presidente degli Stati Uniti d'America. Dopo i suoi anni come Presidente degli Stati Uniti, il signor Garrison ritorna a South Park e ancora una volta è diventato un insegnante.

### Jerome "Chef" McElroy
Jerome McElroy, noto più comunemente come Chef, era, prima del suo decesso, uno dei personaggi ricorrenti nella serie animata South Park di Trey Parker e Matt Stone. Il personaggio è stato doppiato da Renato Mori e Roberto Mare nella versione italiana e da Isaac Hayes nella versione originale inglese. Chef era il cuoco della mensa della scuola elementare di South Park. Occasionalmente Chef era l'unico adulto a cui i protagonisti (Stan, Kyle, Cartman e Kenny) facevano riferimento, in quanto veniva visto come una figura paterna e come un importante amico. Nei primi episodi della serie, i ragazzi abitualmente tormentavano Chef con domande riguardanti termini a loro poco noti, spesso sessuali. Oltre alla cucina, Chef era appassionato di canto. Scrisse la canzone Brache puzzolenti che gli fu poi rubata da Alanis Morissette. Quando i ragazzi facevano qualche domanda a Chef, abitualmente egli cercava di spiegare loro dei concetti tramite delle canzoni, le cui parole finivano poi per divenire veri e propri riferimenti a sfondo sessuale. Più avanti nella serie il ruolo di Chef come cantante diminuisce vistosamente. La più grande passione di Chef sono però le donne. Il cuoco ha infatti svariate relazioni amorose con diverse ragazze e donne durante tutta la serie. Persino le sue canzoni fanno spesso riferimento alle sue imprese sessuali. Chef era uno dei pochi abitanti della cittadina del Colorado a rendersi conto delle stranezze che capitavano intorno ai cittadini. Ogni qualvolta si presentava un problema, Chef cercava sempre di intervenire e trovare una soluzione. Per questo motivo, come viene spesso mostrato negli episodi, Chef era una persona molto amata a South Park. In seguito all'episodio 9x12 Intrappolato nello stanzino, che faceva della satira su Scientology, il doppiatore di Chef, Isaac Hayes, sentitosi offeso, decise di lasciare lo show. Trey Parker e Matt Stone decisero quindi di far uscire Chef di scena. Il destino del personaggio venne rivelato nel primo episodio della decima stagione, Il ritorno di Chef. In questo episodio, Chef diventa un pedofilo dopo essere stato ipnotizzato da un gruppo di pedofili, il Super Adventure Club. I ragazzi riescono a salvarlo dal lavaggio del cervello ma, all'ultimo momento, Chef cambia nuovamente idea, per poi morire in un tragico incidente. Alla fine dell'episodio, il corpo di Chef viene segretamente recuperato dal Super Adventure Club, che lo resuscita trasformandolo in un cyborg, chiamato Dart Chef (parodia di Dart Fener) sul sito ufficiale. Da allora il personaggio appare solamente nella sigla iniziale insieme agli altri cittadini di South Park.

### Signor Adler
Insegnante di artigianato della scuola, nel primo episodio in cui appare è in preda ad una forte depressione per via della morte della fidanzata in un incidente aereo, trauma che riuscirà a superare alla fine dell'episodio. Lo si rivede nelle puntate successive in compagnia degli altri insegnanti della scuola.

### Signorina Choksondik
Diane Choksondik è l'insegnante dei ragazzi dalla fine della quarta stagione fino a metà della sesta, nella quale muore. La sua caratteristica è quella di avere il seno lungo fino alle ginocchia e di non portare reggiseno. Appare per la prima volta nell'episodio Ebbene sì, sono gay!; nello stesso episodio cercherà di gestire la classe, con pessimi risultati, allora cercherà il signor Garrison, ritiratosi sulle montagne, incapace di dimostrare la sua omosessualità.
Nell'episodio L'uso appropriato dei profilattici, insegna educazione sessuale alle bambine di quarta; successivamente, nello stesso episodio, avrà una relazione sessuale col signor Mackey, perdendo la sua verginità. Morirà nell'episodio I Simpson l'hanno già fatto: inizialmente ai ragazzi sembrava morta per le creature marine che avevano messo nel suo caffè, ma in seguito viene rivelato che è stato per del liquido seminale appartenente al signor Mackey.

### Signora Crabtree
Conosciuta anche come la signora Crababus. Isterica autista dello scuolabus, è maleducata e irascibile con chiunque, soprattutto con i bambini della scuola; ha una guida molto nervosa e un aspetto decisamente poco curato, con tanto di denti ingialliti. Muore uccisa nell'ottava stagione.

### Signor Mackey
Il Signor Mackey è il consulente scolastico della Scuola Elementare di South Park. Viene spesso deriso dagli alunni per il suo intercalare "’pito" ("m'kay" nella versione originale, sostituito temporaneamente da "e dunque" nella seconda versione italiana del doppiaggio). Viene preso in giro anche per la sua testa gigante, causata, come si scoprirà, dal fatto che il nodo della sua cravatta è troppo stretto. In generale né lui né i suoi consigli sono mai presi troppo sul serio dagli alunni. Il personaggio è basato sul consulente scolastico di Trey Parker, Mr. Lackey. Nell'ultima puntata della terza stagione, Il dilemma di Garrison, il suo ruolo è fondamentale per aiutare il maestro a recuperare il rapporto con suo padre. Nello stesso episodio lo psicologo si picchia con Mister Cilindro, contrario all'incontro padre-figlio. Nell'episodio 05x07, L'uso appropriato dei profilattici, si ritrova ad insegnare educazione sessuale ma, avendo avuto un solo rapporto sessuale (all'età di 19 anni), non riesce a svolgere a pieno il suo compito, almeno finché non si "esercita" con una sua collega, la signorina Choksondik, anch'ella eroticamente poco preparata in quanto ancora vergine. Nella decima stagione, nell'episodio Il mistero dell'orinatoio, intraprenderà una battaglia per scoprire chi ha defecato nell'orinatoio della scuola; l'indagine che ne seguirà porterà a scoprire uno strano complotto che si cela dietro l'attentato alle Torri Gemelle (in un primo momento Cartman accusa Kyle di esserne l'ideatore). Nell'episodio 15x03 Nozze reali, egli dirige la recita dei bambini dell'asilo, avendo però dei comportamenti da isterico soprattutto con Kyle, che interpreta il mostro carie dentale, che è anche l'artefice della morte di suo padre. Nell'episodio 14x10 Insheeption si scopre che Mackey soffre della sindrome dell'accumulo e si farà aiutare da un dottore, insieme a Stan. Entrando nella mente del consulente si scopre un'orribile momento della sua vita: il gufo mascotte di Yellowstone lo aveva molestato da bambino. Alla fine, Mackey guarirà dalla sua malattia, così come Stan.

### Signor Maso
Il signor Maso (nell'originale Mr. Slave), omosessuale masochista e ossessionato dal sesso fin da quando era molto piccolo, era l'assistente di classe nonché fidanzato ufficiale del signor Garrison. Lo ha però lasciato dopo l'operazione di cambio di sesso di quest'ultimo. Maso si è sentito offeso per il cambio di sesso di Garrison, in quanto non ne avevano parlato insieme e Garrison non gli ha chiesto nessun parere su cosa ne pensasse, senza contare che ora quindi Maso non prova più attrazione per il fidanzato. Nella puntata 09x10, Segui quell'uovo, si è sposato con Gran Gay Al. La sua esclamazione preferita nella versione italiana è «Oh! Bei cazzi!» («Oh! Jesus Christ!» in originale), pronunciata in modo molto effeminato. Raramente lo si sente dire qualcosa di diverso da questo.
Lavorava come aiutante del signor Garrison nella classe elementare, e nonostante l'atteggiamento molto provocatorio si dimostra saggio e disponibile nell'aiutare le altre persone. Nell'episodio 8x12 Il video-set della stupida sgualdrina viziata vince una gara contro Paris Hilton per dimostrare chi dei due fosse la sgualdrina migliore e, dopo aver vinto gloriosamente la sfida, spiega agli abitanti di South Park che l'essere come lui e Paris non è qualcosa da ammirare ed emulare. È doppiato da Gianni Gaude.

### Preside Victoria
La preside della scuola elementare di South Park. Il più delle volte è accompagnata dal signor Mackey e dal signor Adler. In una puntata si scopre che ha compiuto un omicidio, mentre in un'altra rivela di essere sopravvissuta ad un cancro al seno. Nella diciannovesima stagione viene sostituita nel ruolo di preside dal Preside P.C.

### Signor Venezuela
Un bidello messicano, appare per la prima volta nell'episodio 06x14 Il campo di concentramento della tolleranza, in seguito alla morte della Signora Crabtree lo si vede guidare lo scuolabus. Il nome viene rivelato nel episodio 10x09 Il mistero dell orinatoio.

### Preside P.C.
Peter Charles, o più semplicemente P.C., sostituisce la preside Victoria all'inizio della diciannovesima stagione. Deve il suo nome al fatto di essere la personificazione del politicamente corretto, ideologia che segue allo strenuo insieme alla sua cricca di amici che si sono stabiliti a South Park. È fortemente impegnato ad insegnare agli studenti ad essere più politicamente corretti, ma spesso ricorre a punizioni e violenza per raggiungere i suoi scopi. È considerato da molti un nemico di Kyle, poiché quest'ultimo ha insultato Caytlin Jenner mentre il Preside, come tutti gli altri P.C. ritiene che Jenner sia qualcuno da stimare e trova politicamente scorretto chiunque proferisca parola negativa contro di lei. Nonostante alla fine si riveli essere un individuo ben intenzionato, tanto da salvare l'intera città in un'occasione, resta sempre il dubbio di quanto il comportamento di P.C. sia sincero o se sia soprattutto un sistema col secondo fine di rimorchiare.

### Donna Forte
Donna Forte (nell'originale Strong Woman) è la vice del Preside P.C. e fa la sua comparsa a partire dalla ventunesima stagione. Il nome deriva dal fatto che il personaggio è effettivamente una donna forte, sia fisicamente che caratterialmente. Avrà una relazione con il Preside P.C., con cui darà alla luce cinque gemelli politicamente corretti.

## Residenti di South Park

### Agente Barbrady
Per le prime sei stagioni, è l'unico poliziotto a South Park, peraltro completamente inetto ed incapace di risolvere i crimini affidatigli. Nonostante tutto il sindaco McDaniels confida in lui per ogni situazione. Malgrado la sua incapacità, riesce a mantenere l'ordine nella cittadina. Indossa sempre degli occhiali scuri, ed è in sovrappeso. In una puntata viene scoperto il suo analfabetismo e viene mandato a scuola con i ragazzi. Afferma inoltre di aver intrapreso la professione di poliziotto per proteggere sé stesso in quanto da piccolo veniva molestato dal padre e costretto a vestirsi con un ridicolo abito durante le partite di poker del genitore. Nella diciannovesima stagione spara accidentalmente ad un bambino sudamericano, dando via ad un periodo di disprezzo della cittadina nei confronti della polizia.

### Gran Gay Al
Gran Gay Al (Big Gay Al in originale) è il gay per eccellenza di South Park. Ha realizzato un rifugio per animali omosessuali e spiega a Stan che non c'è niente di male nell'essere gay. Compare anche nel film, dove si esibisce in un numero musicale. Nonostante si riveli un ottimo capo scout viene esonerato dal suo incarico perché accusato di pedofilia in quanto omosessuale, incarico che riavrà a pieno titolo successivamente, ma sceglierà di rifiutarlo, dichiarando che, in quanto club privato, gli scout dovrebbero avere il diritto di escludere le persone se lo desiderano, così come lui stesso ha il diritto di esprimersi come un omosessuale. In seguito si sposerà con l'ex del signor Garrison, il signor Maso, nella puntata 09x10, Segui quell'uovo.

### Darryl Weathers
È un abitante di South Park caratterizzato da dei folti baffi rossi e da un linguaggio sgrammaticato. Rappresenta lo stereotipo del redneck, conservatore e ignorante. La sua frase ricorrente è "Ci rubano il lavoro!", quasi sempre ripetuta da altri rednecks in sua compagnia. Fa il suo debutto nell'episodio "Gli immigrati dal futuro", in cui ha radunato una manifestazione di molti operai che sono arrabbiati per aver perso il lavoro a causa degli immigrati venuti dal futuro, i quali si offrono volontari per lavorare in cambio di pochissimo denaro. Darryl cerca di aiutare i lavoratori a trovare un modo per sbarazzarsi degli immigrati e, alla fine, arrivano alla conclusione che tutti gli uomini dovranno organizzare una gigantesca orgia per impedire la nascita di altri esseri umani e, di conseguenza, annullare l'esistenza degli immigrati del futuro. Da allora, ha fatto numerose apparizioni come personaggio di sfondo o personaggio minore, pronunciando solo qualche frase.

### Professor Mephesto
È lo scienziato pazzo di South Park, visivamente ispirato al dott. Moreau, il personaggio interpretato da Marlon Brando nel film L'isola perduta. Ha un figlio di nome Terrance, compagno di classe dei ragazzi. La sua più grande creazione sono gli animali con quattro sederi. Specializzato in ingegneria genetica, cerca sempre di aiutare coloro che richiedono il suo talento, ma i suoi esperimenti a volte non vanno come dovrebbero e mettono tutta la città in pericolo. I suoi esperimenti spaziano dal semplice test del DNA, risultato utile per determinare il padre di Eric Cartman, fino alla creazione di un clone genetico di Stan Marsh per il progetto di scienze di suo figlio. Mephesto ha un fratello che tenta di ucciderlo ogni mese, per motivi sconosciuti (nella quattordicesima stagione viene rivelato che il fratello era un fan dei Denver Broncos e non voleva che lo scienziato rivelasse il vero padre di Cartman, Jack Tenorman). Fa parte della NAMBLA, un'organizzazione di persone sosia di Marlon Brando, che è in conflitto per i diritti del nome con l'omonima organizzazione North American Man/Boy Love Association.

### Kevin
Il mostriciattolo che accompagna sempre il professor Mephesto.

### Ned Gerblansky
È il migliore amico di Jimbo Kern, che ha conosciuto in Vietnam, dove perse un braccio a causa di una granata. Ha inoltre perso la voce a causa di un cancro alla gola provocatogli dalle sigarette, e per comunicare deve usare un apparecchio elettronico.
Come il suo amico, ha un'indole profondamente guerrafondaia ed è ossessionato dalle armi. Inoltre adora la caccia ed uccidere animali urlando prima falsamente "Oddio ci stanno attaccando!", facendo leva sul fatto che la legge americana prevede l'autodifesa in caso di attacco di un animale.
Nell'episodio 02x06, La rana messicana dello Sri Lanka del sud, dirige un talk show insieme a Jimbo. Nello stesso episodio finisce in uno stato vegetativo per una granata lanciata dal suo amico. Nell'episodio 3x05 Giochi di mano, giochi da pisquano insegna a Tweek alcune tecniche della boxe, dato che egli è stato un campione in passato, anche se poi viene steso con un solo pugno da quest'ultimo.
Sebbene i due siano migliori amici, Ned sembra essere l'opposto di Jimbo: Jimbo è alto, grasso e rumoroso, Ned è basso, magro e di poche parole; Jimbo è un leader naturale, mentre Ned sembra dipendere molto dall'amico e fa tutto quello che dice.
Ned ha anche interessi e hobby molto vari: è un appassionato di storia locale (come nell'episodio 4x07 Chef va fuori di testa), ed era un buon cantante.

### Skeeter
Abitante di South Park, viene di solito raffigurato come un redneck. È un assiduo cliente del bar del paese e sembra che cerchi sempre di iniziare una rissa con ogni cliente che vi entra, ma ogni volta lui e i suoi amici vengono dissuasi dal barista, che gli suggerisce di lasciar perdere.
Capeggia il movimento di “Cappello libero” nell'omonimo episodio, mentre nella puntata Sono un po' country è il leader degli interventisti, che si vedeva opposto al gruppo di Randy Marsh, oppositori della guerra. Tra le altre sue proteste e movimenti notiamo che Skeeter, nell'episodio "Segui quell'uovo!", era uno dei tanti attivisti anti-gay a Denver. Nell'episodio 08x01 Divertirsi con le armi dichiara di essere il padre di Red.
A partire dalla stagione 19, Skeeter lavora come barista nel bar del paese ed è stato raffigurato meno aggressivo e conservatore, anche se occasionalmente usa ancora il suo slogan.

### Tuong Lu Kim
Il proprietario del ristorante cinese locale, il City Wok, fa anche il pilota di aerei. In realtà si tratta del Dottor Janus, un individuo affetto da disturbo di personalità che tra le sue varie personalità ha adottato quella dell'asiatico Tuong Lu Kim. Disprezza i giapponesi e i mongoli. Rappresenta lo stereotipo cinese, nonostante lui stesso ammetta di non esserlo. Ha una moglie di nome Wing. In un episodio viene ingaggiato dai genitori di South Park affinché costruisca una muraglia intorno alla città, ma viene ostacolato dai mongoli, che trovano ogni volta un modo per distruggerla. Nell'episodio Personalità multiple rivela di essere il dottor Janus, psicologo che dà durante l'episodio molti problemi a Butters, facendogli credere di essere affetto da un disturbo di personalità multiple, di cui in realtà è affetto lo stesso dottore. Alla fine, Janus si calerà definitivamente nei panni di Lu Kim, a causa dei poliziotti che non lo fanno curare perché il City Wok è rimasto l'unico ristorante asiatico di South Park.

### Padre Maxi
Il parroco della chiesa cattolica di South Park. Sostiene che l'omosessualità sia un peccato, che gli ebrei finiranno tutti all'inferno e che Halloween rappresenta il male.
Nell'episodio della terza stagione Non toccate il cadavere delle vecchiette, Padre Maxi, nell'esternare il suo odio per Halloween, uccide molti cittadini di South Park, al fine di convincerli che sia una festa maligna. Arriva ad affermare addirittura che Timmy, essendo disabile e non potendosi confessare, finirà sicuramente all'inferno.
In La passione dell'ebreo, spiega a un confuso Kyle le origini antisemite che il film La passione di Cristo riproduce. Tuttavia, nell'episodio della sesta stagione Amore cattolico rovente, condanna i preti pedofili e sembra l'unico, nel Vaticano, a ritenere sbagliato abusare sessualmente di un bambino.
Nonostante affermi che il sacerdozio dovrebbe implicare il celibato e l'assenza totale dal sesso, è il primo ad avere rapporti sessuali con donne, tra le quali la signora Cartman. Afferma inoltre di aver avuto tendenze omosessuali da giovane ma di essere ritornato sulla retta via. Tuttavia celebra il matrimonio tra il signor Maso e Gran Gay Al.

### Sindaco McDaniels
È il sindaco di South Park, ha i capelli celesti e appare come una donna che sogna visibilità ed una brillante carriera politica; è sempre accompagnata da due collaboratori. Nella puntata 09x02, Muori hippie, muori, si spara alla tempia con una pistola nel suo ufficio, pentita di aver concesso agli hippie di fare un concerto a South Park, ma incredibilmente sopravvive. Pensa che South Park sia una discarica e che gli abitanti siano inetti senza cervello nonostante la stessa sua politica sia piuttosto scarna e spesso causa di enormi danni alla cittadina.

### Sergente Harrison Yates
È un agente di polizia americano-irlandese del dipartimento della contea. Di solito è accompagnato dal suo compagno Mitch Murphy o da altri agenti di polizia. Appare per la prima volta come agente dell'FBI, ma da allora è stato visto come parte della polizia della contea di South Park, un ruolo che ha costantemente mantenuto nella serie da allora.
Inetto e razzista, nell'episodio I Jefferson, quando viene a sapere che un uomo nero e ricco va ad abitare a South Park, cerca in tutti i modi di incastrarlo per crimini che non ha commesso, ma si lascia prendere dal panico e si disillude quando si rende conto che il "Sig. Jefferson" è nero nonostante il suo "aspetto bianco". Egli scopre che Jefferson è davvero di colore, ma quando decide che darà via tutto il suo denaro, Yates lo lascia andare, non avendo bisogno di mettere un altro povero uomo di colore in galera.. Nonostante il suo razzismo, i Black non sembrano aver mai avuto problemi (tranne nel videogioco "South Park: Scontri Di-Retti", in cui rivelerà di essere un adoratore di Shub-Niggurath, un'entità che si nutre di gente di colore).
Ne L'incredibile dono di Cartman, si convince che Eric Cartman possa aiutarlo a trovare un serial killer che mozza la mano sinistra a tutte le sue vittime. Non notando le prove che potrebbero incriminare il vero assassino, si affida solo alle percezioni del ragazzino riuscendo quasi a farselo sfuggire da sotto il naso.
Nell'episodio Occhio alla maestra! non prende in considerazione il rapporto pedofilo tra Ike e la sua maestra solo perché quest'ultima è una bella donna, mentre nell'episodio Le mignott-One di Butters, per combattere la crescita della prostituzione nella città si traveste a sua volta da prostituta ottenendo un certo successo.

## Altri

### Dio
Rappresentato come un ibrido gatto-ippopotamo con lingua da rettile, appare in due puntate. È paradossalmente buddista.

### Saddam Hussein
Nell'universo di South Park, Saddam Hussein appare come la sua controparte reale, ovviamente animato in modo da adattarsi agli altri personaggi della serie. In ben due occasioni cerca di conquistare il Canada, ma fallisce in entrambi i casi. Dopo la sua morte diventerà l'amante di Satana all'inferno, divenendo insieme a quest'ultimo l'antagonista principale di South Park: il film - Più grosso, più lungo & tutto intero. Dopo essere stato ucciso nel lungometraggio, Saddam torna a fare visita a Satana nell'episodio Predica bene razzola male nel quale è geloso del nuovo fidanzato di Satana, Chris. Nell'episodio successivo, Probabilmente, cerca di riconquistare il principe delle tenebre uccidendo Chris. Satana, stufo del comportamento di Saddam, lo spedisce in paradiso, dove viene accolto da dei mormoni. Saddam appare in seguito in un piccolo cameo nell'episodio Una scala per il paradiso, dove possiamo vederlo nel paradiso intento a sganciare delle bombe sugli Stati Uniti. In seguito è uno dei supercriminali chiamati a far parte della Lega del Male di Christopher Reeve nell'episodio Bande Pazze. Appare per l'ultima volta nell'episodio È Natale in Canada.

### Gesù

Gesù riprende al volo l'arma usata per uccidere Donohue

Gesù è un comune abitante di South Park. Conduce il programma Gesù e gli amici (Jesus and Pals) alla TV via cavo. In questo programma risponde alle domande del pubblico sulla religione e certe volte non riesce a dare delle risposte convincenti. Il suo programma è in lotta per gli ascolti con quello di Ned e Jimbo Kern. Fa parte, insieme a Buddha, Mosè, Krishna ed altre figure religiose della Lega dei Super migliori amici. Nell'episodio Niente colpi sotto l'aureola combatte contro Satana in un incontro di boxe, e vince grazie ad un imbroglio di quest'ultimo. Nell'episodio Super migliori amici combatterà contro David Blaine, famoso illusionista, a colpi di magia. Gesù perderà clamorosamente in quanto i suoi "trucchetti" sono ritenuti molto stupidi e antiquati. Gesù viene apparentemente ucciso da un terrorista iracheno nell'episodio Slitta rossa abbattuta ma risorge nell'episodio Fantastico speciale di Pasqua, dove riesce a fermare William A. Donohue, presidente della Lega cattolica americana, che abusando del suo potere diventa Papa.

### Scott Tenorman
È un quindicenne, che nell'episodio Scott Tenorman deve morire svolge il ruolo di antagonista di Cartman. Scott vende a Cartman i suoi peli del pube per dieci dollari, e quando questi scopre l'inganno chiede i suoi soldi indietro senza successo, anzi facendosi umiliare davanti a tutta la città. Per vendicarsi causa la morte dei suoi genitori, ne getta i pezzi nel chili e li offre a Scott come una buonissima pietanza durante una festa a base di chili. Scoperto questo, Scott scoppia in lacrime, con grande gioia di Eric. Apparirà spesso come cammeo in alcuni episodi (per esempio alla fine dell'episodio Sono un po' country lo si vedrà cantare insieme agli altri personaggi di South Park, e nell'episodio Il ritorno della compagnia dell'anello alle due torri lo si vede insieme agli altri ragazzi delle medie) per poi ricomparire nella puntata La morte di Eric Cartman, dove viene visto piangere di fronte alla lapide dei suoi genitori. Nell'episodio 201, Scott riappare nelle vesti di capo del Movimento Separatista dei Pel di carota. Ora mentalmente squilibrato, Scott afferma di avere trascorso del tempo in manicomio, durante il quale ha fatto delle ricerche su Cartman in modo da vendicarsi di lui. Scott rivelò di conoscere l'identità del padre di Eric, un giocatore dei Denver Broncos che aveva avuto una relazione con Liane Cartman, mettendola incinta. Tuttavia, l'intera città decise di insabbiare questo fatto, poiché i Broncos stavano avendo un ottimo anno e non potevano permettersi alcuna distrazione, né tantomeno scandali. Scott rivela quindi che suo padre, Jack Tenorman, faceva parte dei Denver Broncos ed era l'unico a vivere a South Park. Jack è quindi il vero padre di Cartman e, di conseguenza, Scott e Cartman sono fratellastri, ma a Eric questo non importa granché, a parte il dover essere "mezzo" Pel di carota. Scott Tenorman non ha avuto molte apparizioni tranne in quelle del videogioco per Xbox 360, "Tenorman's Revenge".

### Thomas e Nellies McElroy
I genitori di Chef, vivono in Scozia. Il padre di Chef è ossessionato dal Mostro di Loch Ness, e non perde mai occasione di ricordare i suoi fantomatici incontri con la creatura, che lui identifica con un alieno, una girl scout, l'amico immaginario del figlio ecc. Nell'episodio 6x15, Il più grande buffone dell'universo. riescono a esorcizzare Cartman dallo spirito di Kenny, finito dentro di lui perché aveva mangiato le sue ceneri.

### Marklar
I Marklar sono una pacifica razza di saggi alieni umanoidi che vive sul pianeta Marklar; hanno la caratteristica peculiare di sostituire nomi ed aggettivi, durante le conversazioni, con l'onnipresente parola Marklar.
Compaiono nell'episodio Donato l'allupato nello spazio, dove tutta la popolazione del villaggio del bambino africano si trasferirà ad abitare, appunto, su Marklar, coabitando pacificamente con in nativi Marklar.
Compaiono come comparse anche in alcuni altri episodi.

### Mosè
È uno spirito di forma conica e di colore giallo-arancione. Non ha sembianze umane ma è ispirato al dittatore MCP del film Tron.

### Mister Hankey
Mister Hankey è uno dei più strani personaggi presenti nella serie animata South Park; si tratta di un escremento animato con due grossi occhi neri e un cappello natalizio. Ha il potere di esplodere e quello di rigenerarsi dopo ogni esplosione. È particolarmente amico di Kyle (primo personaggio della serie a constatare la sua esistenza) e lo consola durante il periodo natalizio, che egli essendo ebreo non può festeggiare. 
Vive per il resto dell'anno nelle fogne insieme alla sua adorata barchetta, ed esce solo in occasioni sporadiche, soprattutto in corrispondenza alle feste natalizie. È famoso principalmente per la canzoncina natalizia Mr. Hankey, the Christmas Poo, accompagnata da immagini nella quale si vede questa cacca natalizia saltare addosso ai vari personaggi sporcandoli di escrementi. Viene impiegato spesso per condurre i corti natalizi, ma appare anche in puntate normali, come quella in cui, a causa di un festival cinematografico a South Park, è costretto ad abbandonare le fogne per il sovraffollamento e così rischiare la vita sotto la luce del sole. In un episodio si vede insieme alla famiglia, composta da moglie e tre figli.

### Kitty
La gatta di Cartman, anche se in alcune puntate è un gatto. Viene continuamente ingiuriata da lui quando gli chiede cibo.

### Babbo Natale
Appare nelle puntate natalizie. Nella trilogia dell'undicesima serie è una sorta di conduttore delle forze del bene della Terra dell'Immaginazione.

### Satana
Il re degli inferi, apertamente omosessuale, spesso si fa strada fino alla città di South Park per portare a termine i suoi nefandi, e occasionalmente innocui, piani. Pur essendo l'incarnazione del male, ha una personalità compassionevole e vulnerabile. Ha avuto una relazione con il personaggio di Saddam Hussein. Satana non si accontenta del suo ruolo nell'universo e in passato ha cercato di conquistare il mondo in superficie e il Paradiso. Tuttavia, egli non è privo di compassione e ha dimostrato di avere un buon cuore in diverse occasioni, come quando, nel film, ha concesso a Kenny di realizzare un suo desiderio quando l'ha aiutato nella sua vita amorosa. Ha una controparte canadese chiamata Beelzaboot, che ha un comportamento più simile a quello del maligno originale. Muore nella ventiduesima stagione per mano dell'Uomorsomaiale, nel tentativo di salvare la città di South Park.

### Brutto Bob
Orrendo Bob o Brutto Bob (nell'originale Ugly Bob) è un connazionale di Trombino e Pompadour. Di solito compare con un sacchetto di carta che gli avvolge il viso con due buchi per gli occhi perché considerato bruttissimo da tutti anche se, essendo canadese, viene disegnato esattamente uguale agli altri.

### Donato l'allupato
Noto anche come Marvin l'etiope nel secondo doppiaggio della serie e Starvin' Marvin nella versione originale, appare nella prima volta nell'episodio Donato l'allupato, consegnato erroneamente a Stan, Kyle, Cartman e Kenny al posto di un orologio digitale TYKO. Donato riappare poi nell'episodio Donato l'allupato nello spazio.

### Trombino e Pompadour
Trombino e Pompadour (nella versione originale inglese Terrance and Phillip), sono due personaggi protagonisti di uno spettacolo televisivo del quale sono appassionati i protagonisti della serie. La loro comicità si basa essenzialmente su peti e parolacce. I loro veri nomi sono rispettivamente Terrance Henry Stoot e Phillip Niles Argyle. Esordiscono nell'episodio 01x06, Una questione di morte o di morte, mentre la prima puntata della seconda stagione, 70.000 puzzette per Saddam, è interamente dedicata a loro; tuttavia ciò causa il posticipo del seguito dell'ultima puntata della prima serie, dove avrebbe dovuto essere rivelata l'identità del padre di Cartman, che infatti fu rinviato all'episodio 02x02, La mamma di Cartman continua a farsela con tutti. La delusione degli spettatori per tale posticipo provocò un generale disinteresse nell'episodio. Ottengono poi un ruolo preminente in South Park - Il film: più grosso, più lungo & tutto intero, dove sono i protagonisti del film Culi di fuoco che Eric, Stan, Kyle e Kenny si recano a vedere nonostante il divieto delle madri. Ciò condurrà ad una guerra USA-Canada ed alla condanna a morte di Trombino e Pompadour dalla mamma di Kyle, Sheila Broflovski. Li salverà Cartman. Nell'episodio 05x05, Trombino & Pompadour: dietro la risata, si scopre che il duo si è separato e che entrambi hanno imboccato strade diverse. Pompadour ha trovato una parte seria interpretando uno "Shakespeare canadese", mentre nel frattempo Trombino è diventato obeso. Alla fine dell'episodio, grazie all'intervento di Kyle e compagni, si riappacificheranno. Nell'episodio 12x04, Canadesi alla riscossa viene rivelato che Pompadour è affetto da diabete. Nell'episodio 13x04, Mangia, prega, scoreggia, si sposano con le due connazionali sorelle Flato. L'ultimo episodio in cui appaiono è nell'episodio 21x09 "Super Hard PCness", dove appaiono molto invecchiati e con non più tanta euforia.

### Asciughino
Asciughino (Towelie nella versione originale) è un asciugamano parlante creato in laboratorio da una compagnia chiamata Tynacorp. È appassionato fumatore di marijuana. Compare per la prima volta nell'episodio 05x08, Asciughino dove appare dal nulla per consigliare ai ragazzi di portare con loro un asciugamano e, subito dopo, offre loro degli spinelli. In seguito si scopre che i suoi creatori sono in realtà degli alieni. Nell'episodio della decima stagione Un milione di piccole fibre, nel quale è il protagonista assoluto, è ospite nel talk-show di Oprah Winfrey a causa dello scandalo accaduto per il libro Un milione di piccole fibre, da lui scritto. Nella quattordicesima stagione si scopre che Asciughino è diventato dipendente da eroina e crack, ed è costretto a offrire sesso orale in cambio di compenso, ma spinto dai suoi amici e da suo figlio Salvietta entra in una clinica californiana per disintossicarsi. A partire dalla Stagione 22, Asciughino lavorerà come collaboratore nella piantagione di marijuana di Randy Marsh, Tegridy Farms. Nella versione italiana è doppiato da Renato Novara.

### Scott
Canadese patriottico ed irascibile, odia Trombino e Pompadour a causa della loro comicità infantile e desidera ucciderli per mettere fine alla loro stupidità. In un episodio, si allea con Saddam Hussein per ucciderli, ma viene tradito da quest'ultimo, il quale per conquistare il Canada aveva portato tutto il suo esercito nella nazione. Riapparirà nell'episodio Nozze reali, ingigantito in seguito ad un imprecisato assorbimento di radiazioni avvenuto ad Otawa, dove aiuterà il piccolo Ike a salvare la principessa del Canada. Prova un marcato odio razziale nei confronti dei nativi canadesi dello Yukon a causa probabilmente di un episodio in cui una di loro gli ha praticato malamente del sesso orale. I canadesi lo hanno soprannominato il "cazzone" a causa del suo carattere polemico e scontroso e ora che si è ingigantito lo chiamano "cazzone gigante".

### Trent Boyett
È un ex compagno di Stan, Eric, Kyle e Kenny dell'asilo, messo in carcere minorile perché, durante il gioco dei pompieri, ha bruciato completamente la maestra, la signora Claridge, che da allora si è dovuta praticamente meccanizzare. Trent dopo cinque anni è liberato dal riformatorio, e cerca vendetta, perché la colpa dell'incidente era dei quattro protagonisti. Prima cerca di uccidere Butters, mandandolo in coma, poi picchia selvaggiamente un grosso gruppo di ragazzi delle scuole medie, che stavano cercando di fermarlo, ma quando arriva arrabbiatissimo dagli ex-amici, Cartman con un incidente causa un nuovo incendio alla Claridge. All'arrivo della polizia Stan, Kyle, Cartman e Kenny affermano che l'incidente è stato causato da Trent, i poliziotti prendono il "doppio bip" proveniente dall'ex-insegnante per una risposta doppiamente positiva alla domanda che doveva far sapere se Trent aveva causato l'incendio (il doppio bip in realtà significava "no"), e riportano Boyett in riformatorio, che dovrà anche subire un'umiliazione da parte di Cartman. L'episodio Asilo sarà anche l'unico in cui apparirà il bullo.

### Stephen Abootman
Presidente del WCA (World Canadian Bureau) che, quando scopre come il resto del mondo ritenga che il Canada sia una nazione inutile, non avendo essa prodotto nulla di concreto, dà inizio a uno sciopero totale del Paese, dove tutti gli abitanti sono tenuti a cessare qualsiasi attività. I canadesi seguono l'esempio di Abootman, molti addirittura rischiando la propria salute quindi, ben presto, iniziano i dubbi poiché nessuna nazione sembra soffrire particolarmente dell'assenza del Canada in ambito internazionale, o sembra interessarsi della sofferenza dei canadesi. Gli unici interessati sono Kyle Broflovsky e i suoi amici, preoccupati per il destino di Ike, che ha a sua volta aderito allo sciopero. Sperando di salvare il bambino, i ragazzi offrono a Abootman dieci milioni di dollari virtuali, ottenuti con un video su YouTube, ma l'uomo respinge l'offerta, nonostante le proteste dei suoi stessi concittadini, perché preferisce lasciare che diversi canadesi muoiano di stenti piuttosto di soffrire l'umiliazione del fallimento. Alla fine lo sciopero cessa quando i Kyle convince il resto delle nazioni a concedere al Canada un premio di consolazione, per convincerli di essere apprezzati. Abootman è fiero del risultato, ma deve fare i conti con la rabbia degli altri canadesi: per colpa del suo sciopero molti canadesi sono morti mentre quelli che sono sopravvissuti hanno ottenuto solo delle gomme da masticare e dei buoni pasto, cioè molto meno dei soldi persi per non aver lavorato, pertanto Abootman e i suoi collaboratori sono fatti andare alla deriva su un iceberg.
Ricompare quando la principessa del Canada viene rapita, evento che lo spinge a suicidarsi gettandosi sotto un treno.
Compare solo negli episodi Canadesi alla riscossa e Nozze reali.

### David "Running Horse" Sawitzki
È un uomo che si dichiara Cherokee per un sedicesimo e che viene invitato dalla scuola elementare di South Park per istruire i ragazzi sulla storia del Giorno del Ringraziamento dal punto di vista di un Nativo americano. Nonostante abbia solo tratti somatici caucasici (ha la pelle bianca con i capelli biondi e ricci), David indossa decorazioni e vestiti tipicamente usati dai nativi americani. Inoltre pretende che la sua presunta, e mai provata, appartenenza al popolo Cherokee gli dia il diritto di saperne di più degli altri sul Ringraziamento e di parlare degli "uomini bianchi" come se lui non lo fosse, rimarcando poi di continuo quanto i suoi "antenati" siano stati trattati ingiustamente. Sembra ignorare deliberatamente che lui rimane, dando per vere le sue dichiarazioni, un "uomo bianco" per quindici sedicesimi, facendo subito sospettare della sua sanità mentale e della sua buona fede. Dopo aver commissionato ai bambini di quarta il fare una ricerca sul Giorno del Ringraziamento, si infuria quando Stan, Kyle, Cartman e Kenny scrivono la loro ricerca basandosi su quanto detto da History Channel, ipotizzando che in realtà i pellegrini e i Nativi americani fossero degli alieni. Si presenta quindi a casa Broflosky armato di pistola per far scrivere a Kyle una lettera di scuse ai suoi "antenati", ma proprio in quel momento sopraggiunge il pellegrino alieno Myles Standish, che gli infila in bocca un globo energetico: se David è davvero un indiano sopravviverà, ma muore carbonizzato. Standish conclude quindi che David non fosse un indiano.
Appare solo nell'episodio La storia del giorno del ringraziamento.

### Topolino
Topolino, talvolta chiamato con il nome originale Mickey Mouse, è la mascotte e capo di The Walt Disney Company. Appare per la prima volta nell'episodio L'anello, dove si scopre che ha un carattere avido, cinico, distopico, scurrile e violento e lucra miliardi soprattutto dai cristiani facendo leva sui buoni principi morali per vendere volgarità al pubblico in maniera occulta, risultando uno dei personaggi più temuti della serie; dal momento che nessuno dei suoi dipendenti ha il coraggio di ribellarsi seriamente, risulta simile al Megadirettore Galattico per cui lavora il ragioniere Ugo Fantozzi. Nutre una feroce rivalità nei confronti della Dreamworks e Michael Eisner. Il suo tipico "Ha haǃ" è un tic nervoso. Riappare negli episodi 200 e 201 (inediti in Italia), Una band in Cina, Vince Obama! e The Pandemic Special. È doppiato in originale da Trey Parker.

### Michael Jackson
Michael Joseph Jackson (29 agosto 1958 – 25 giugno 2009) è stato un cantautore, ballerino, coreografo, compositore, produttore discografico, attore e filantropo statunitense. Appare per la prima volta nell'episodio I Jefferson, dove si è appena trasferito in città con il figlio Blanket creandosi un'identità falsa (indossa un paio di baffi finti) e vivendo in una casa piena di giocattoli e giostre, tutto pagato in contanti; come nella realtà, Blanket ammette di essere stato fecondato in vitro e non si toglie mai la maschera. Ritenendo il padre infantile, i protagonisti cercano di sostituire Blanket con Kenny (che viene ucciso), ma convincono la polizia (intenta a cercare di incastrare il "signor Jefferson" per crimini mai commessi) e gli adulti di lasciare la famiglia in pace. Nello stesso episodio vengono parodiate anche lo sbiancamento della pelle e l'ossessione per la chirurgia plastica del cantante.
Riappare nell'episodio Morti celebri, nel quale non accetta la sua morte in quanto non si sente realizzato e si impossessa del corpo di Ike Broflovski, tormentato dagli avvistamenti delle anime delle celebrità scomparse nell'estate 2009. I quattro protagonisti decidono quindi di travestire Ike affinché partecipi a un concorso di bellezza per bambine, affinché Michael possa essere ciò che in vita desiderava, una bambina bianca. Grazie a una trattativa di Cartman, l'unica giudice rimasta fa vincere la "signorina Michael Jackson" e il cantante, sentendosi finalmente realizzato, trova pace ed esce dal corpo di Ike, raggiungendo gli altri morti celebri che giungono quindi all'inferno, in quanto non sono mormoni; si alterano non tanto per essere all'inferno, ma di dover aspettare ancora.
Jackson appare anche nel DLC Dal tramonto fino alla Casa Bonita del videogioco South Park: Scontri Di-retti. Nella parte finale della storia viene evocato dal signor Adams (assistente sociale e organizzatore di una festa di compleanno per uno dei ragazzi vampiri) come ospite speciale; viene chiamato Corey Haim (è stato evocato per errore), rapisce Karen McCormick e funge da boss finale assieme ai ragazzi vampiri. Viene sconfitto dal Novellino e i suoi alleati (Kenny/Mysterion, Cartman/Il Procione e Henrietta Biggle). È doppiato in originale da Trey Parker e in italiano da Renato Novara.